# Schneeweißer Mist-Tintling
Der Schneeweiße Mist-Tintling oder kurz Schneeweiße Tintling (Coprinopsis nivea, Syn.: Coprinus niveus), auch Dung-Tintling genannt, ist eine ungenießbare Pilzart aus der Familie der Mürblingsverwandten (Psathyrellaceae).

## Merkmale

### Makroskopische Merkmale
Der Hut erreicht eine Breite von 1,5–4 cm und eine Höhe von 3–4 cm. Ganz junge Exemplaren sind zunächst eiförmig geschlossen und schirmen dann auf. Die kalkweiße Oberfläche ist dicht mit mehlig-kleiigen, ablösbaren Flocken bedeckt. Mit zunehmendem Alter reißt der Hut ein, franst aus und rollt sich auf. Die Lamellen sind anfangs weiß, dann grau und zuletzt schwarz. Der zylindrische Stiel ist weißlich und wird bis zu 12 cm hoch und 2–6 mm breit. Er ist hohl, zerbrechlich und ist feinflockig belegt. Das Fleisch (Trama) ist grau, sehr dünn und ohne markanten Geruch.

### Mikroskopische Merkmale
Die Sporen sind schwarz, elliptisch bis mandelförmig und messen 15–19 × 8,5–11 × 11–14 µm groß.

## Artabgrenzung
Jung ähnelt er der Hasenpfote (Coprinopsis lagopus). Diese wächst jedoch nicht auf Dung.

## Ökologie und Phänologie
Der Schneeweiße Mist-Tintling ist ein seltener Pilz, der auf oder bei relativ frischem Dung, insbesondere Kuhfladen und Pferdeäpfeln, wächst.
Die Fruchtkörper sind von Juli bis Dezember zu finden.